# Carlotta Vanconti
Carlotta Vanconti, bürgerlich Martha Caroline Maria Emilie Wunder, verehelichte Denemy-Tauber (* 28. Januar 1894 in Hamburg; † 16. November 1964 in Berlin) war eine deutsche Operettensängerin (Sopran).

## Leben
Carlotta Vanconti stammte aus dem Hamburger Arbeiterviertel Barmbek. Über ihre Ausbildung und künstlerischen Anfänge ist nichts bekannt. In erster Ehe war sie mit einem Südtiroler Kaufmann namens Ferdinand Xeconty verheiratet. Sie gab jedoch fälschlicherweise stets an, ihr Künstlername Vanconti leite sich von einem italienischen Grafen Conti her, mit dem sie angeblich verheiratet gewesen sei. Aus der Verbindung ihres Vornamens „Wanda“ und „Conti“, dem Nachnamen ihres Ex-Mannes, sei ihr Künstlername „Vanconti“ entstanden.
Vanconti war als Bühnendarstellerin im Rollenfach der Soubrette tätig. 1924 gehörte sie neben Betty Fischer, Emmy Kósary und Lea Seidl zu den vier Sängerinnen, die am Theater an der Wien für die Titelrolle in den Aufführungen der Kálmán-Operette Gräfin Mariza engagiert worden waren. Vanconti war hauptsächlich als Zweitbesetzung für Lea Seidl verpflichtet worden, falls diese krank wurde oder anderweitige, auswärtige Verpflichtungen haben sollte. Im Juli 1924 sang Vanconti erstmals die Titelrolle. Vanconti wurde in der Neuen Freien Presse als „bezaubernde Schönheit, in ihrem Spiel unwiderstehlich mitreißend durch Charme und Temperament“ beschrieben; ihr Singen sei „frei von jeder Operettenunart“ und verrate „geradezu opernmäßige Kultur“. Ab August 1924 alternierte sie in der Titelrolle mit der neu engagierten Operettensängerin Lya Beyer.
Nach einer Gräfin Mariza-Aufführung lernte sie, entweder im Juli 1924 oder Anfang September 1924, den gefeierten Opernsänger Richard Tauber kennen, der sich auf den ersten Blick in sie verliebte. Tauber hatte sich, nach Gastspielen mit Mozartpartien an der Wiener Staatsoper, von Hubert Marischka, dem Regisseur und Produzenten der Gräfin Mariza-Produktion, überreden lassen, eine Aufführung zu besuchen. Für die Spielzeit 1924/25 war Vanconti, gemeinsam mit Lya Beyer, erneut für die Gräfin Mariza-Produktion verpflichtet worden. Tauber zahlte eine Ablösesumme für Vanconti, und ging, nachdem Marischka sie aus dem Vertrag entlassen hatte, mit ihr nach Berlin. In Berlin angekommen, stiegen beide im noblen Hotel Adlon ab, wo sie ab Anfang 1925 einige Zeit lebten, bevor Tauber eine Villa in Babelsberg anmietete. Später bezogen Tauber und Vanconti eine gemeinsame Wohnung in der Innsbrucker Straße in Berlin.
Im Juni/Juli 1925 machten Vanconti und Tauber Urlaub in Baden-Baden. Beim Ball des Deutschen Theaters führte Tauber sie Anfang 1926 als seine Braut offiziell in die Berliner Gesellschaft ein. Um sich scheiden lassen zu können, nahm Vanconti die ungarische Staatsbürgerschaft an, wodurch sie nicht mehr dem katholisch-geprägten italienischen Scheidungsrecht unterstand. Am 18. März 1926 heirateten Tauber und Vanconti im kleinen Kreis standesamtlich in Wien. Die Hochzeitsfeier fand vier Tage später im Hotel Adlon in Berlin statt, zu der u. a. Franz Lehár, Erich Kleiber, Vera Schwarz, Carl Clewing und Hans Heinz Bollmann eingeladen waren.
Im Juli 1927 sang sie gemeinsam mit Tauber in Köln die Sonja in der Lehár-Operette Der Zarewitsch. Im September/Oktober 1927 folgten Vorstellungen in Frankfurt am Main, und im Dezember 1927 und Januar 1928 weitere Aufführungen in den Kölner Reichshallen. Ihre für Juli 1928 im Wiener Johann-Strauß-Theater geplanten gemeinsamen Auftritte mit Tauber sagte sie eine Woche vor Beginn der Zarewitsch-Aufführungsserie wegen einer angeblichen Indisposition ab; Tauber hingegen sah den Grund für die Absage in ihren anhaltenden Launen. Ab August 1928 trat sie gemeinsam mit Tauber als Sonja in Der Zarewitsch im Berliner Lessing-Theater auf, wofür Tauber dem Intendanten Heinz Saltenburg 40.000 RM zahlte, damit dieser seine Frau auftreten ließ.
Ende September 1928 trennten sich Vanconti, die während ihrer Ehe zahlreiche Liebhaber hatte, und Tauber. Taubers Anwälte bereiteten eine einvernehmliche Trennungsvereinbarung vor, die jedoch aufgrund von Vancontis überzogenen Geldforderungen zunächst nicht zustande kam. Vanconti setzte Tauber nach der Trennung massiv unter Druck, erpresste ihn und drohte, Details über sein Intimleben bekanntzumachen. Unter Bezugnahme auf Taubers Scheidungspläne berichtete das Neue Wiener Journal in seiner Ausgabe vom 6. November 1928 auch, dass Vanconti zuletzt unter dem Namen „Lotte Wander“ [sic!] dem Ensemble des Stadttheaters Bern angehörte hätte.
Anfang Dezember 1928 wurde die Ehe in Berlin geschieden, allerdings nur mit Gültigkeit im Rechtsgebiet des Deutschen Reichs. Wenige Tage danach unternahm Carlotta Vanconti, um Tauber weiter unter Druck zu setzen, einen „bühnenwirksamen“, weitgehend inszenierten Selbstmordversuch mit Beruhigungs- und Schlafmitteln, dessen angebliche Hintergründe sie in der Presse geschickt lancierte. In den folgenden Jahren setzte Vanconti, trotz einer großzügigen Scheidungsvereinbarung, ihre Drohungen und Forderungen weiterhin fort. Ab Juli 1935 betrieb Tauber, der Vanconti aus Angst vor etwaigen Enthüllungen auch nach der Scheidung weiterhin unterstützt hatte, die Scheidung auch nach österreichischem Recht, nachdem Vanconti ihn wegen angeblich ausbleibender Unterhaltszahlungen verklagt hatte. Im Oktober 1935 reichte Tauber schließlich eine Gegenklage gegen Vanconti wegen Erpressung ein. Im November 1935 wurde der Strafprozess gegen Vanconti eröffnet. Im März 1936 wurde die Ehe in Wien auch nach österreichischem Recht geschieden. Wenige Tage später, am 19. März 1936, wurde Vanconti wegen Erpressung zu zwei Monaten Gefängnis verurteilt unter Aussetzung der Strafe mit einer Bewährungszeit von zwei Jahren. Vancontis Unterhaltsklage gegen Tauber wurde schließlich im Juli 1938 vom Bezirksgericht Innere Stadt endgültig kostenpflichtig abgewiesen.
Nach dem „Anschluss Österreichs“ machte Vanconti noch einmal Unterhaltsansprüche geltend, mit der Begründung, das alte Scheidungsurteil sei unter dem neuen Rechts- und Staatssystem nicht mehr gültig. Sie forderte die rückwirkende Alimentation vom Jahre 1935 an und verlangte von der Direktion der Wiener Staatsoper eine Aufstellung aller Opern-Gagen Taubers. Vanconti scheiterte jedoch, da Tauber die erhaltenen Gagen der Wiener Staatsoper bereits vollständig ausgegeben hatte.
Im Deutschen Bühnenjahrbuch wurde Vanconti von 1938 bis 1944 unter dem Namen Charlotte Vanconty [sic!] noch als Sängerin ohne Engagement geführt. Nach dem Zweiten Weltkrieg war sie in Berlin als „Lehrerin für Sprechtechnik und Kunstgesang“ tätig. Sie starb im November 1964 nach „längerem schwerem Leiden“ im Evangelischen Hospital in Berlin-Wannsee. Sie lebte zuletzt in Berlin-Wilmersdorf am Südwestkorso Nr. 38 in der Künstlerkolonie Friedenau.

## Tonaufnahmen
Carlotta Vanconti nahm zwischen 1924 und 1928 einige Operettenlieder gemeinsam mit Richard Tauber auf.
Die erste gemeinsame Aufnahme, das Duett Mein lieber Schatz aus Gräfin Mariza, entstand im November 1924.
Im Oktober 1925 entstanden in Berlin bei Odeon zwei Duett-Aufnahmen aus der Operette Paganini, das Duett Anna Elisa-Paganini Was ich denke, was ich fühle und das Buffo-Duett Einmal möcht’ ich was Närrisches tun; im Januar 1926 folgte bei Odeon dann noch das Paganini-Liebesduett Niemand liebt Dich so wie ich.
Im Februar 1927 nahm Vanconti mit Tauber die beiden Duette Hab nur dich allein und Warum hat jeder Frühling ach nur einen Mai aus der Operette Der Zarewitsch auf.
Im Juni 1928 entstanden Vancontis letzte gemeinsame Aufnahmen mit Tauber, vier Operetten-Duette aus Der Zigeunerbaron, Der Rastelbinder, Die Rose von Stambul und Das Dreimäderlhaus.